# Some People Have Real Problems
Some People Have Real Problems er den fjerde studiealbum fra den australske sangerinde Sia. Albummet, som er udgivet i 2008, indeholdt singler, herunder "Day Too Soon", "The Girl You Lost to Cocaine" og "Soon We'll Be Found". I live-optrædener i sidstnævnte sang, brugte Sia tegnsprog til at ledsage hendes sang. Albummet viser en mere optimistisk pop-stil end Sia tidligere dystre albums, mens show-casing Sias vokal på en række store ballader. Sangen "Buttons", fik opmærksomhed på grund af sin video, hvor Sia ansigt er forvrænget af pinde, snor, net og kondomer. Albummet debuterede som nummer 26 på den amerikanske Billboard 200 hitliste.

## Trackliste
| #   | Titel                                         | Sangskriver(e)                          | Længde |
| --- | --------------------------------------------- | --------------------------------------- | ------ |
| 1.  | "Little Black Sandals"                        | Sia Furler, Dan Carey                   | 4:14   |
| 2.  | "Lentil"                                      | Sia, Samuel Dixon                       | 4:27   |
| 3.  | "Day Too Soon"                                | Sia, Dixon                              | 4:24   |
| 4.  | "You Have Been Loved"                         | Sia, Clifford Jones, Peter-John Vettese | 4:23   |
| 5.  | "The Girl You Lost to Cocaine"                | Sia, Rob Allum, Phil Marten, Eddie Myer | 2:40   |
| 6.  | "Academia"                                    | Sia, Carey                              | 3:16   |
| 7.  | "I Go to Sleep"                               | Ray Davies                              | 3:47   |
| 8.  | "Playground"                                  | Sia, Dixon, Felix Bloxsom               | 3:29   |
| 9.  | "Death by Chocolate"                          | Sia, Greg Kurstin                       | 5:03   |
| 10. | "Soon We'll Be Found"                         | Sia, Rick Nowels                        | 4:21   |
| 11. | "Electric Bird"                               | Sia, Henry Binns                        | 4:26   |
| 12. | "Beautiful Calm Driving"                      | Sia, Dixon                              | 5:02   |
| 13. | "Lullaby" (herunder den gemte spor "Buttons") | Sia, Dixon                              | 9:55   |

| 14. | "Buttons"           | 3:20 |
| 15. | "Cares At The Door" | 3:49 |

Nær tidspunktet for udgivelsen, kunne de, der har købt cd'en downloade 4 bonusnumre: "Buttons", "Blame It on the Radio", "Cares at the Door" (B-siden til Storbritanniens udgivelse af "Day Too Soon"), og "Bring It to Me".

### "Buttons"
"Buttons" er et skjult spor efter "Lullaby" i den internationale udgave af albummet, men det er en normal spor på den australske udgave, hvor det var den første single. "Buttons" er skrevet af Freescha og Furler.
Sia bestilt filmskaberen Kris Moyes til instruerer musikvideoen, som øjeblikkeligt gik viralt gennem forskellige online mediekanaler, herunder Perez Hiltons Blog, som vinder 300.000 hits på under 3 timer.
Videoen er skudt i instruktørens Hollywood-lejlighed, hvor instruktøreren manipulerer Sias image ved hjælp af forskellige træ og plastmaterialer, som hun udfører sangen mod en pastel backrdop.
Videoen polariseret publikum har været sjovt og grov, og samtidig sexet. "Buttons" anses for at være en anti-pop musikvideo, som viser Sia som et menneske.

## Personale
- Sia - vokal
- Beck – kor (spor 6 og 9)[2]
- Dan Carey - guitar (spor 6)
- Tony Cousins - mastering
- Larry Goldings - keys (spor 1-4, 7, 10, 12 og 13)
- Jimmy Hogarth - guitar (spor 1, 4, 6, 11 og 13), keys (spor 1), slagtøj (spor 6)
- Jim Hunt - messing (spor 5 og 11)
- Greg Kurstin - keys (spor 9)
- Pantera (Furlers hund) - kor (spor 9)
- Giovanni Ribisi - kor (spor 9)[3]
- Jason Lee - kor (spor 9)
- Martin Slattery - klarinet og fløjter (spor 6), slagtøj (spor 3)
- Eddie Stevens - keys (spor 2, 3, 5-11 og 13)
- Joey Waronker - trommer (spor 2-11 og 13), slagtøj (spor 5, 7 og 8)
- Felix Bloxsom - trommer (spor 1 og 12), slagtøj (spor 1)
- Jeremy Wheatley - Mixing
- Khoa Truong - guitar sporing og arrangere
- Samuel Dixon - bas på alle spor

## Salg og hitlister
Efter sin udgivelse debuterede albummet som nummer 26 på den amerikanske Billboard 200 hitliste, og sælger omkring 20.000 eksemplarer i sin første uge. Albummet blev også valgt som iTunes Top Pop Album 2008.
Albummet modtog Guld akkreditering i den australske ARIA Charts i 2011.

### Album
| Hitliste (2008)                               | Top position |
| --------------------------------------------- | ------------ |
| Billboard 200 (U.S.)                          | 26           |
| Amerikansk Billboard Comprehensive Albums     | 26           |
| Amerikansk Top Modern Rock/Alternative Albums | 5            |
| Amerikansk Top Digital Albums                 | 5            |
| Amerikansk Billboard Tastemakers              | 10           |
| Hitliste (2009)                               | Top position |
| Belgian Albums Charts (Flanders)              | 83           |
| Australian ARIA Albums Chart                  | 41           |
| Australiens Independent Album Charts          | 1            |
| French Albums Chart                           | 58           |

### Singler
Den første single "Day Too Soon" blev udgivet den 12. november 2007 i Det Forenede Kongerige og blev efterfulgt af "The Girl You Lost to Cocaine" den 21. april 2008 og senere efterfulgt af "Soon We'll Be Found" som blev udgivet på 13. oktober 2008.
| År                | Single                         | Hitliste                        | Top position |
| ----------------- | ------------------------------ | ------------------------------- | ------------ |
| 19. november 2007 | "Day Too Soon"                 | Britiske Singlehitliste         | -            |
| 2008              | "The Girl You Lost to Cocaine" | Amerikanske Hot Dance Club Play | 8            |
| 2008              | "The Girl You Lost to Cocaine" | Global Dance Tracks             | 24           |
| 2008              | "The Girl You Lost to Cocaine" | Dutch Top 40                    | 11           |
| 2008              | "The Girl You Lost to Cocaine" | Spansk Singlehitliste           | 12           |
| 2008              | "Soon We'll Be Found"          | Britiske Singlehitliste         | 94           |
| 2009              | "Buttons"                      | Australian ARIA Singles Chart   | 67           |
| 2009              | "Soon We'll Be Found"          | Australian ARIA singlehitliste  | 89           |
| 2010              | "I Go To Sleep"                | Australiens singlehitliste      | 32           |

## Udgivelse
| Region         | Dato            | Pladeselskab               | Katalog    |
| -------------- | --------------- | -------------------------- | ---------- |
| USA            | 8. januar 2008  | Monkey Puzzle / Hear Music | HMCD–30629 |
| Storbritannien | 14. januar 2008 | Monkey Puzzle              | MPRCDC1    |